# Valderhaugstrand
Valderhaugstrand  er en by der ligger på sydøstsiden af Valderøya nordvest for Ålesund i Møre og Romsdal fylke i Norge som er kommunecenter i Giske kommune. Valderøy fik færgefri fastlandsforbindelse med Ålesund i 1987. Valderhaugstrand grænser til bebyggelserne  Valderhaug i nord og Skjong i sydvest. Byen (som af Statistisk sentralbyrå bliver kaldt Nordstrand) havde 4.180 indbyggere pr. 1. januar 2019.